# Nitorus trigibber
Nitorus trigibber là một loài bọ cánh cứng trong họ Anthicidae. Loài này được Marseul miêu tả khoa học năm 1876.